# Georg Petz
Georg Petz (* 21. Dezember 1977 in Wien) ist ein österreichischer Schriftsteller.

## Leben
Georg Petz wuchs in Pöllau (Steiermark) bei Hartberg auf und lebt in Graz. In seiner Jugend nahm er an zahlreichen Literaturwettbewerben, Literaturwerkstätten (z. B. Jugend-Literatur-Werkstatt Graz) und Jugendlesungen (z. B. des Hartberger Jugendvereins jugend kulturt) teil.
Von 1996 bis 2003 absolvierte er das Lehramtsstudium der Anglistik und Germanistik an der Karl-Franzens-Universität Graz. Sein Doktoratsstudium der Anglistik/Amerikanistik schloss er 2010 mit einer Dissertation über „Die Entwicklung der Imitation räumlicher Perspektivität in Landschaftsdeskriptionen englischer Erzählliteratur“ ab, die 2012 im LIT Verlag veröffentlicht wurde.
Ab 1999 war er drei Jahre lang Mitarbeiter und Chefredakteur der ÖH-Zeitung punkt. Von 2004 bis 2006 leitete er in der Jugend-Literatur-Werkstatt Graz die Gruppe für Jugendliche bis 18 Jahre.
Im Oktober 2003 veröffentlichte er seine erste selbständige Publikation, die Erzählung Übernachtungen im Leykam Verlag. 2005 erschien ebendort der Erzählband Die Anatomie des Parasitären und 2006 das Romandebüt Die Tausendjährige Nacht im niederösterreichischen Verlag Bibliothek der Provinz. Es folgten weitere Romane und Erzählungen bei Leykam und im Verlag Bibliothek der Provinz. Zwei Texte aus Die Anatomie des Parasitären wurden 2011 und 2012 in einem französischen Verlag in Übersetzung publiziert.
Petz veröffentlichte außerdem in Literaturzeitschriften (z. B. Lichtungen, manuskripte) und Anthologien.
Darunter Grazer Tagebuch. Die Stadt im Spiegel ihrer Literaten (Leykam 2003), Luft/Luft (Leykam 2003), Stimmenfang. 50 frische Texte aus Österreich (Residenz 2006), Von Buch zu Buch. Fünfzig Jahre Residenz Verlag (Residenz 2006) und Glänzendes Graz (edition kürbis 2009).
Seit dem Schuljahr 2006/2007 unterrichtet er am Gymnasium Hartberg die Gegenstände Deutsch und Englisch.
2014 nahm Georg Petz auf Einladung der Jurorin Hildegard Elisabeth Keller mit der Erzählung "Millefleurs" an den Tagen der deutschsprachigen Literatur in Klagenfurt teil, erntete für seinen Text jedoch harsche Kritik von Hubert Winkels und anderen Mitgliedern der Jury.

## Mitwirkungen
- Text und Komposition der Musical-Produktion 17. 9. (1996; aufgeführt u. a. am 3. März 2000 im Next Liberty Graz)
- Morgenstern – Künstler der Zukunft (für Literatur/Prosa) der Kleinen Zeitung Graz 2004
- Alfred-Döblin-Werkstatt am Literarischen Colloquium Berlin (LCB) 2005
- Gründungsmitglied der Grazer plattform
- Marktschreiber von St. Johann in Tirol 2006
- Österreichische Buchwoche in Frankfurt 2006
- zahlreiche Lesungen im In- und Ausland sowie im Rundfunk

## Preise
- 2004: „Morgenstern - Künstler der Zukunft“ der Kleinen Zeitung für Prosaliteratur
- 2004: Literaturpreis der Akademie Graz 1. Platz
- 2004: Literaturförderungspreis der Stadt Graz
- 2005: Einladung zur Alfred-Döblin-Werkstatt der besten 8 Bewerber um den Alfred-Döblin-Preis an das Literarische Colloquium Berlin
- 2007: Förderpreis für Literatur der Steiermärkischen Sparkasse
- 2008: Literaturstipendium der Stadt Graz
- 2008/2009: Staatsstipendium für Literatur

## Werke
- Übernachtungen. Erzählung. Steirische Verlagsgesellschaft, Graz 2003, ISBN 3-85489-095-8
- Die Anatomie des Parasitären. Erzählungen. Leykam, Graz 2005, ISBN 3-85489-121-0
- Die Tausendjährige Nacht. Roman. Bibliothek der Provinz, Weitra 2006, ISBN 3-85252-743-0
- Die unstillbare Wut. Roman. Leykam, Graz 2007, ISBN 3-7011-7589-6
- Bildstill. Roman. Leykam, Graz 2011, ISBN 978-3-7011-7762-2
- Mind Maps: Die Entwicklung der Imitation räumlicher Perspektivität in Landschaftsdeskriptionen englischer Erzählliteratur. LIT Verlag, Münster 2012, ISBN 3-64350-366-0 (Dissertation Anglistik/Amerikanistik).
- Deja vu. Roman. Bibliothek der Provinz, Weitra 2012, ISBN 978-39902-8003-4
- Millefleurs. Erzählungen. Leykam, Graz 2014, ISBN 3-70117-922-0
- Der Hundekönig. Vierzehn Erzählungen aus einer Nacht. Leykam, Graz 2019, ISBN 978-37011-8122-3